# Aleksandr Bleskow
Aleksandr Aleksiejewicz Bleskow (ros. Александр Алексеевич Блесков, ur. 1 listopada 1922 we wsi Alisowo w obwodzie orłowskim, zm. 22 grudnia 2006 we wsi Gorkaja Bałka) – radziecki agronom, działacz gospodarczy i partyjny, Bohater Pracy Socjalistycznej (1973).

## Życiorys
Urodzony w rodzinie chłopskiej, w 1941 skończył szkołę średnią, w czerwcu 1941 powołany do Armii Czerwonej, kursant szkoły piechoty w Orle. Walczył na froncie wojny z Niemcami, dowódca oddziału batalionu piechoty na Froncie Wołchowskim, dwukrotnie ranny, przez rok przebywał na leczeniu szpitalnym w Taszkencie, w 1943 zwolniony z armii jako inwalida wojenny. W latach 1943–1947 studiował w Charkowskim Instytucie Rolniczym (na początku z siedzibą w Taszkencie po ewakuacji z Charkowa w 1941), od 1949 był głównym agronomem rejonu Sołdato-Aleksandrowskiego w Kraju Stawropolskim, od grudnia 1952 do marca 1958 dyrektor stanicy maszynowo-traktorowej. Od marca 1958 do 1989 przewodniczący kołchozu im. Lenina, na tym stanowisku wykazał się aktywnością i kompetencją i dzięki jego organizacji kołchoz stał się jednym z wiodących w Kraju Stawropolskim, osiągając bardzo dobre wyniki w produkcji zboża, słonecznika, mięsa i wełny. Dzięki odpowiedniemu nawożeniu uprawy osiągnęły dużą wydajność. Uchwałą Prezydium Rady Najwyższej ZSRR z 7 grudnia 1973 "za wielkie sukcesy osiągnięte we wszechzwiązkowym socjalistycznym współzawodnictwie i wykazywanie pracowniczej dzielności w wykonywaniu przyjętych zobowiązań zwiększania produkcji i sprzedaży państwowego zboża i innych produktów rolnych w 1973" A. Bleskow otrzymał tytuł Bohatera Pracy Socjalistycznej. Był członkiem Komitetu Krajowego KPZR, delegatem na XXIV, XXV i XXVI Zjazdy KPZR. W latach 1971–1981 również członek KC KPZR.

## Odznaczenia
- Medal Sierp i Młot Bohatera Pracy Socjalistycznej (7 grudnia 1973)
- Order Lenina (dwukrotnie)
- Order Rewolucji Październikowej
- Order Czerwonego Sztandaru Pracy
- Order Wojny Ojczyźnianej II klasy (dwukrotnie)
- Order „Znak Honoru” (dwukrotnie)

I medale.